# Pas-de-porte
Le pas-de-porte, ou droit d’entrée, est une somme versée au bailleur par le locataire entrant dans un local commercial en vue d’obtenir la jouissance d’un immeuble ou d'un fonds de commerce et de bénéficier des garanties légales qui y sont attachées. La perspective de conclusion d’un bail statutaire avec versement d’un droit d’entrée (ou pas-de-porte) nécessite au préalable de déterminer, selon les usages, le montant financier de ce droit.

## Détermination du montant du pas-de-porte
Le montant du pas-de-porte est librement fixé par les parties. On peut le considérer soit  :
- comme un supplément de loyer (cas le plus fréquent) : le propriétaire souhaite se prémunir contre les hausses de loyer qui ne suivent pas la hausse de la valeur locative réelle des locaux. Dans ce cas, le montant du pas-de-porte est pris en compte pour le calcul du loyer du bail au moment de son renouvellement.
- comme une indemnité correspondant à la contrepartie pécuniaire, à la fois de la dépréciation de la valeur vénale des locaux et de la propriété commerciale acquise au locataire, consistant dans le droit au renouvellement de son bail. En effet, si le propriétaire souhaite reprendre les locaux, il devra verser au locataire une importante indemnité d'éviction.
- comme une indemnité correspondant à la » contrepartie pécuniaire d'éléments de natures diverses, notamment d'avantages commerciaux fournis par le bailleur sans rapport avec le loyer ».

Le versement de ce droit aura des conséquences juridiques, selon sa qualification, sur le versement ou non d'intérêts, sur la révision du loyer et sur la fixation du loyer en renouvellement, en ce qui concerne la détermination de la valeur locative.
Il appartient donc aux parties de qualifier la nature juridique de ce droit, à défaut il appartiendra aux magistrats (souvent le juge des loyers) de rechercher la commune intention des parties. La Cour de cassation exercera toutefois son contrôle de droit sur cette appréciation souveraine.